# César Bertucci
César Bertucci (Córdoba, Argentina, 1974) es un astrónomo argentino investigador en el CONICET y el Instituto de Astronomía y Física del Espacio, además de participante del proyecto Cassini-Huygens de la NASA.

## Biografía
Estudió astronomía en la Universidad Nacional de Córdoba donde se recibió de licenciado en 2000. Ese mismo año se mudó a Francia para estudiar en la Universidad Paul Sabatier donde primero rindió las equivalencias para la especialización "Planetología, Ciencias y Técnicas Espaciales" y donde luego en 2003 se doctoró en Ciencias planetarias y Física. Durante el 2003 también en Francia, se dedicó a la investigación en el equipo del Research Institute in Astrophysics and Planetology del Centre national de la recherche scientifique. Residió en ese país hasta 2004 cuando se trasladó al Reino Unido para unirse al equipo que analiza los datos obtenidos por la sonda Cassini al pasar el satélite Titán de Saturno. En 2006 se desempeñó en el Imperial College de Londres gracias una beca posdoctoral otorgada por el Particle Physics and Astronomy Research Council (PPARC) para el análisis de datos del magnetómetro de la sonda Cassini, en particular como responsable del área dedicada a la luna Titán.
Además del ámbito de la investigación, se desempeñó como docente en diversos periodos desde 1999 en las instituciones de la Universidad Nacional de Córdoba, Imperial College y Universidad de Buenos Aires. Desde 2009 es investigador del CONICET, e investigador por la Universidad de Buenos Aires, además de sus trabajos con el equipo del proyecto Cassini. Cuenta con más de 55 publicaciones científicas de sus investigaciones. Su experiencia con la misión Cassini y participación en el análisis de datos de campos electromagnéticos de otras misiones le valió para participar también del diseño o investigación de actuales y futuras misiones, como por ejemplo en el proyecto de la Sonda Rosetta.

## Premios y reconocimientos
- 2010: Premio Buenaventura Suárez en Astronomía por la Academia Nacional de Ciencias Exactas Físicas y Naturales.[13]
- 2013: Premio Enrique Gaviola edición 2012 en Astronomía por la Academia Nacional de Ciencias.[13][14][10]
- 2013: Group Achievement Award (NASA) por sus trabajos con el equipo Títan del proyecto Cassini.[10]
- 2015: Premio Bernardo Houssay de las Ciencias de la Tierra, del Agua, y de la Atmósfera; Astronomía, otorgado por el Ministerio de Ciencia, Tecnología, e Innovación Productiva de la República Argentina.[13][15]